# Sin tiempo (álbum)
Sin tiempo es el sexto álbum de estudio de la banda de rock española Medina Azahara, publicado el 30 de abril de 1992 por Avispa Music. 

## Detalles
Este trabajo incluye los éxitos comerciales "Necesito Respirar" y "Todo Tiene Su Fin" vendiendo más de 100.000 copias en tan sólo tres meses. Es también el primer disco que grabó José Miguel Fernández al bajo con el grupo, que se incorporó a primeros de ese año, 1992.
Una edición especial del álbum con material extra y un DVD fue lanzada en 2006.

## Lista de canciones
1. "Niños" - 4:26
2. "Hijos Del Amor y de la Guerra" - 5:00
3. "Solo y Sin Ti" - 4:40
4. "Junto a Lucía" - 4:15
5. "Todo Tiene Su Fin" - 4:57
6. "Sin Tiempo Ni Sitio" - 4:31
7. "Algo Nuevo" - 4:01
8. "Necesito Respirar" - 4:30
9. "Fría y Sin Alma" - 3:04

## Créditos
- Bajo – José Miguel Fernández
- Batería – Manuel Reyes
- Guitarra – Francisco Ventura
- Voz – Manuel Martínez
- Teclados – Pablo Rabadán